# 弗利普
弗利普（法語：Flipou，法語發音：[flipu]）是法国厄尔省的一个市镇，位于该省北部偏东，属于莱桑德利区。

## 地理
弗利普（49°18'53"N, 1°16'45"E）面积6.97 平方千米，位于法国诺曼底大区厄尔省，该省份为法国北部内陆省份，北起滨海塞纳省，西接奧恩省和卡爾瓦多斯省，南至厄尔-卢瓦省，东临瓦兹省、瓦兹河谷省和伊夫林省。
与弗利普接壤的市镇（或旧市镇、城区）包括：昂夫勒维尔莱尚、昂夫勒维尔苏莱蒙、昂代勒河畔杜维尔、厄克维尔、蓬圣皮埃尔、昂代勒河畔罗米伊。
弗利普的时区为UTC+01:00、UTC+02:00（夏令时）。

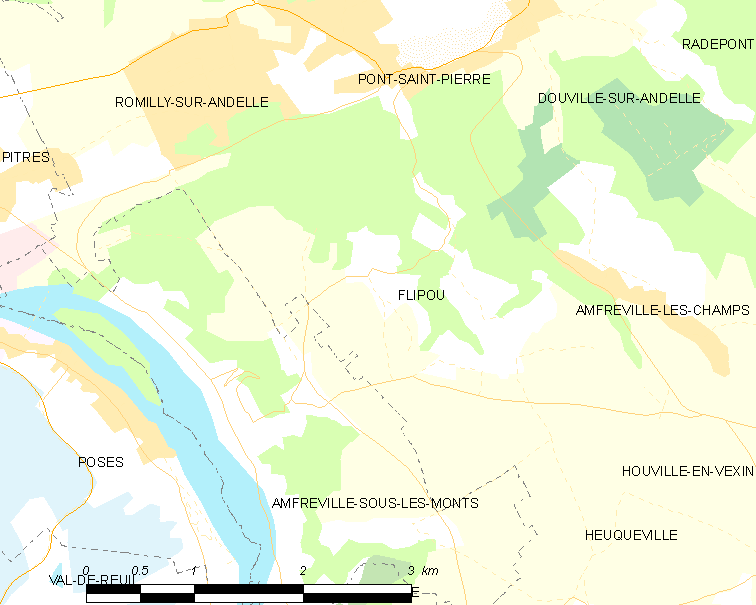
弗利普的OSM定位图

## 行政
弗利普的邮政编码为27380，INSEE市镇编码为27247。

## 政治
弗利普所属的省级选区为昂代勒河畔罗米伊县。

## 交通
厄尔省省道D20线经过境内南部。

## 人口

1962-2008年间弗利普人口变化图示

弗利普于2022年1月1日时的人口数量为321人。